# Gustaw Holoubek
Gustaw Teofil Holoubek (n. 21 aprilie 1923, Cracovia, Polonia – d. 6 martie 2008, Varșovia, Polonia) fost un actor polonez, regizor, membru al Seimului Poloniei și senator.  Este considerat unul dintre cei mai mari actori, regizori de teatru și de film din istoria cinematografiei poloneze.

## Biografie
Tatăl său, Gustaw, a fost un imigrant ceh care s-a stabilit în Polonia după primul război mondial, iar mama sa, văduva Eugenia Estreicher din Cracovia, a fost de origine poloneză. Tatăl său a absolvit Academia Militară Tereziană, iar în timpul primului război mondial a slujit Brigada a 2-a a Legiunilor Poloneze.
Gustaw Holoubek a avut cinci frați vitregi. În copilărie, a jucat fotbal pentru echipa de tineret din Cracovia. În 1935, s-a înscris la liceul I de la Plac na Groblach, iar în 1939 - înainte de izbucnirea războiului - a trecut examenul de absolvire al școlii secundare.
În 1939, Holoubek s-a oferit voluntar să intre în armată și a luat parte a participat la campania din septembrie.  El a fost soldat al Regimentului 20 de infanterie din Cracovia, care se afla la Lviv, când trupele au început să se retragă, Gustaw Holoubek s-a trezit în grupul care a trecut granița zonelor de ocupație din apropiere de Przemyśl. El a ajuns astfel prizonier de război în timpul ocupației germane naziste a Poloniei. A fost închis într-un lagăr de prizonieri din Magdeburg, apoi a fost transferat la Cetatea Toruń. Acolo, la începutul anilor 1939/1940, s-a îmbolnăvit de tuberculoză cu care s-a luptat mulți ani. În aprilie 1940, a fost eliberat; ca urmare a intervenției mamei sale, care a invocat meritele tatălui ei în timpul primului război mondial. Până la sfârșitul ocupației, Gustaw Holoubek a locuit la Cracovia, acolo a lucrat la uzina locală de gaz inflamabil.
A urmat Școala Gimnazială General Bartłomiej Nowodworski în Cracovia. În 1945, a început studii de actorile la Teatr im. Juliusz Słowacki. În timpul studiilor sale, a jucat roluri episodice în teatru. În 1947 a absolvit Studioul Dramatic de Stat din Cracovia (transformat ulterior în Școala Superioară de Teatru de Stat ).
Holoubek a avut primul său rol de actor în 1947, începând astfel cariera sa de-a lungul vieții în teatru și film în Polonia și în străinătate.  A debutat în teatru la 1 martie 1947. În anii 1949–1956 a lucrat ca manager artistic, regizor și actor al Teatrului Silezian din Katowice.
În timpul carierei sale teatrale, a jucat, printre altele, în Dr. Rank în drama O casă de păpuși de Henrik Ibsen. Principalul rol feminin din această piesă (în regia actorului) a fost interpretat de soția sa Danuta Kwiatkowska (la Teatrul Silezian Stanisław Wyspiański din Katowice, în 1954). De asemenea, a jucat rolul principal în drama în versuri Fantazy de Juliusz Słowacki (în regia actorului) (la Teatrul Silezian Stanisław Wyspiański din Katowice, în 1955), ca judecătorul Cust în Corupție la Palatul de justiție de Ugo Betti, în regia Mariei Wiercińska (1958), ca Goetz în Diavolul și bunul Dumnezeu de Jean-Paul Sartre, regia Ludwika René (Teatrul Dramatic din Varșovia, 1960), Violonistul din Abatorul de Sławomir Mrożek (1975), rolul principal în Regele Lear de William Shakespeare (1977, ambele regizate de Jerzy Jarocki la Teatr Dramatyczny din Varșovia). În 1989, a apărut în piesa Mała apokalipsa (Mica apocalipsă) care are loc în Polonia comunistă, piesă bazată pe romanul psihologic omonim al prietenului său Tadeusz Konwicki, în regia lui Krzysztof Zaleski (Teatrul Ateneum din Varșovia).
Cariera sa politică a început în 1976, când a fost ales în Seimul Poloniei, camera inferioară a Parlamentului polonez. A fost reales în 1980, dar și-a dat demisia în 1981 când a fost declarată legea marțială. În 1989, a fost ales în Senat, camera superioară. În același an, a preluat o funcție de profesor la Academia de Teatru Aleksander Zelwerowicz din Varșovia.
Holoubek a primit Ordinul Polonia Restituta (Crucea Cavalerului, Crucea comandantului cu stea, Marea Cruce).

## Filmografie
- 1953: Soldatul victoriei (Żołnierz zwycięstwa) - Feliks Dzierzynski
- 1955: Blekitny krzyz - Narrator (voce)
- 1956: Tajemnica dzikiego szybu - profesorul Sadej
- 1958: The Noose (Pętla) - Kuba Kowalski
- 1958: Farewells (Pożegnania) - Mirek
- 1959: Ursul alb - Henryk Fogiel
- 1960: Wspólny pokój (Roomers) - Dziadzia
- 1960: Kolorowe ponczochy - Educator
- 1961: Marysia i krasnoludki
- 1961: Rozstanie (Goodbye to the Past)
- 1961: Time Past (Czas przeszły) - Von steinhagen
- 1961: Story of the Golden Boot (Historia żółtej ciżemki) - Wit Stwosz
- 1962: Opening Tomorrow (Jutro premiera) - Zenon Wiewiórski
- 1962: Spóznieni przechodnie - Edward (segmentul „Czas przybliza, czas oddala”)
- 1962: Soare și umbră (Слънцето и сянката) - actorul faimos
- 1962: Cafe from the Past (Spotkanie w „Bajce”) - doctorul Pawel
- 1963: Gangsteri și filantropi (Gangsterzy i filantropi) - profesorul
- 1963: Yesterday in Fact (Naprawdę wczoraj) - Captain Stolyp
- 1964 Legea și forța (Prawo i piesc) : Andrzej Kenig
- 1965: Manuscrisul găsit la Saragosa (Rękopis znaleziony w Saragossie) - Don Pedro Velasquez
- 1965: Salto - Host
- 1965: The Moment of Peace (Les rideaux blancs)
- 1966: Marysia și Napoleon (Marysia i Napoleon) - Napoleon Bonaparte / Napoleon Beranger
- 1969: Pan Wolodyjowski (nemenționat) - preotul Kamiński, care vorbește în biserică după moartea lui Wołodyjowski
- 1969: Gra - Husband
- 1970: Salt of the Black Earth (Sól ziemi czarnej) - Narator (voce, nemenționat)
- 1971: Pejzaz z bohaterem - Rafal Wilczewski, profesor de istorie
- 1971: Dzieciol - Hoț (voce, nemenționat)
- 1971: Goya ‑ oder Der arge Weg der Erkenntnis (Goya - sau Calea proastă a cunoașterii) - Bermudez
- 1972: How Far, How Near (Jak daleko stad, jak blisko) - Maks
- 1973: The Hour-Glass Sanatorium (Sanatorium pod klepsydrą) - Dr. Gotard
- 1978: A Room with a View on the Se (Pokój z widokiem na morze) - Profesor Jan Leszczynski
- 1978: Hospital of the Transfiguration (Szpital przemienienia) - Scriitor Zygmunt Sekulowski
- 1981: W bialy dzien - Judecător
- 1981: Childish Questions (Dziecinne Pytania) - Profesor
- 1982: Limuzyna Daimler-Benz - Maks Felinski, Michal's Godfather
- 1983: An Uneventful Story (Nieciekawa historia) - Profesor
- 1984: W starym dworku czyli niepodleglosc trójkatów - Tadeusz
- 1985: Zabicie ciotki
- 1985: Write and Fight (Pismak) - Investigator
- 1986: Jezioro Bodenskie - Roullot
- 1986: Siegfried (Zygfryd) - Stefan Drawicz
- 1986: Weryfikacja - Gucio Nawrot
- 1988: Niezwykla podróz Baltazara Kobera - (voce)
- 1989: A Tale of Adam Mickiewicz's 'Forefathers' Eve' (Lawa. Opowiesc o 'Dziadach' Adama Mickiewicza) - Hermit / Ghost / Gustaw-Konrad / Poet
- 1990: The Master and Margarita (Mistrz i Małgorzata) (serial TV) - Woland
- 1994: Oczy niebieskie - Profesor Ani i Jacka
- 1995: Awantura o Basie - Profesor Somer
- 1997: Ksiega wielkich zyczen - Adam Ostrowski
- 1999: Prin foc și sabie (Ogniem i mieczem) - senatorul Kisiel
- 2000: A Very Christmas Story (Świąteczna przygoda) - Dumnezeu (voce)
- 2001: Listy milosne - Teresa's Father